# Shinyanga (région)
Pour la ville, voir Shinyanga.
La région de Shinyanga est une région du centre-nord de la Tanzanie. Très allongée, elle s'étend pratiquement du Burundi jusqu'au Kenya.
Sa capitale est la ville de Shinyanga. L'agriculture y est très importante (maïs, coton et riz principalement) et la densité de population est assez élevée à l'échelle du pays.

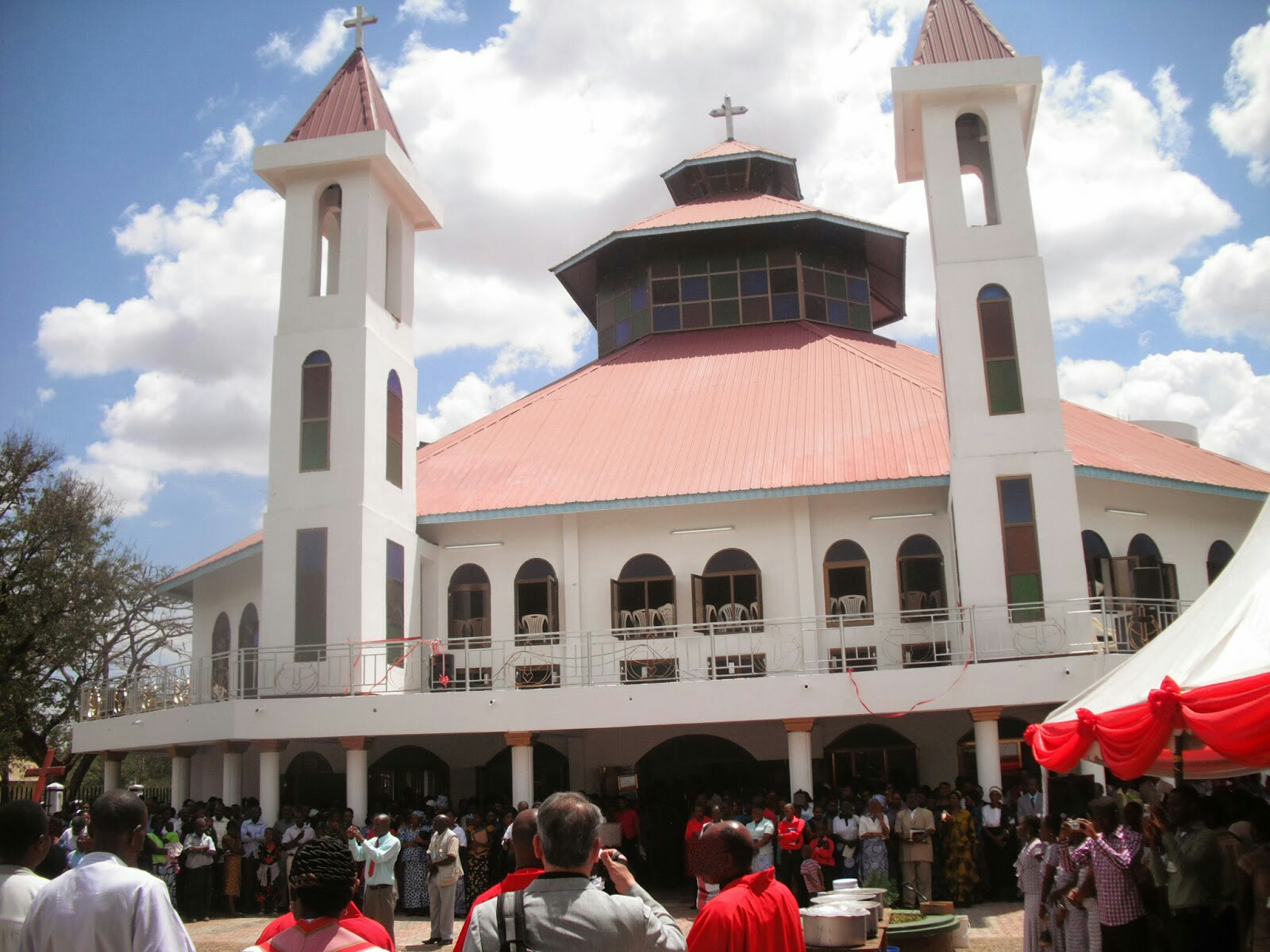
L'Église évangélique luthérienne de Tanzanie au sud-est de la cathédrale Ebenezer du diocèse du lac Victoria à Shinyanga, en Tanzanie.